# Ulmen-Zweigrüssler

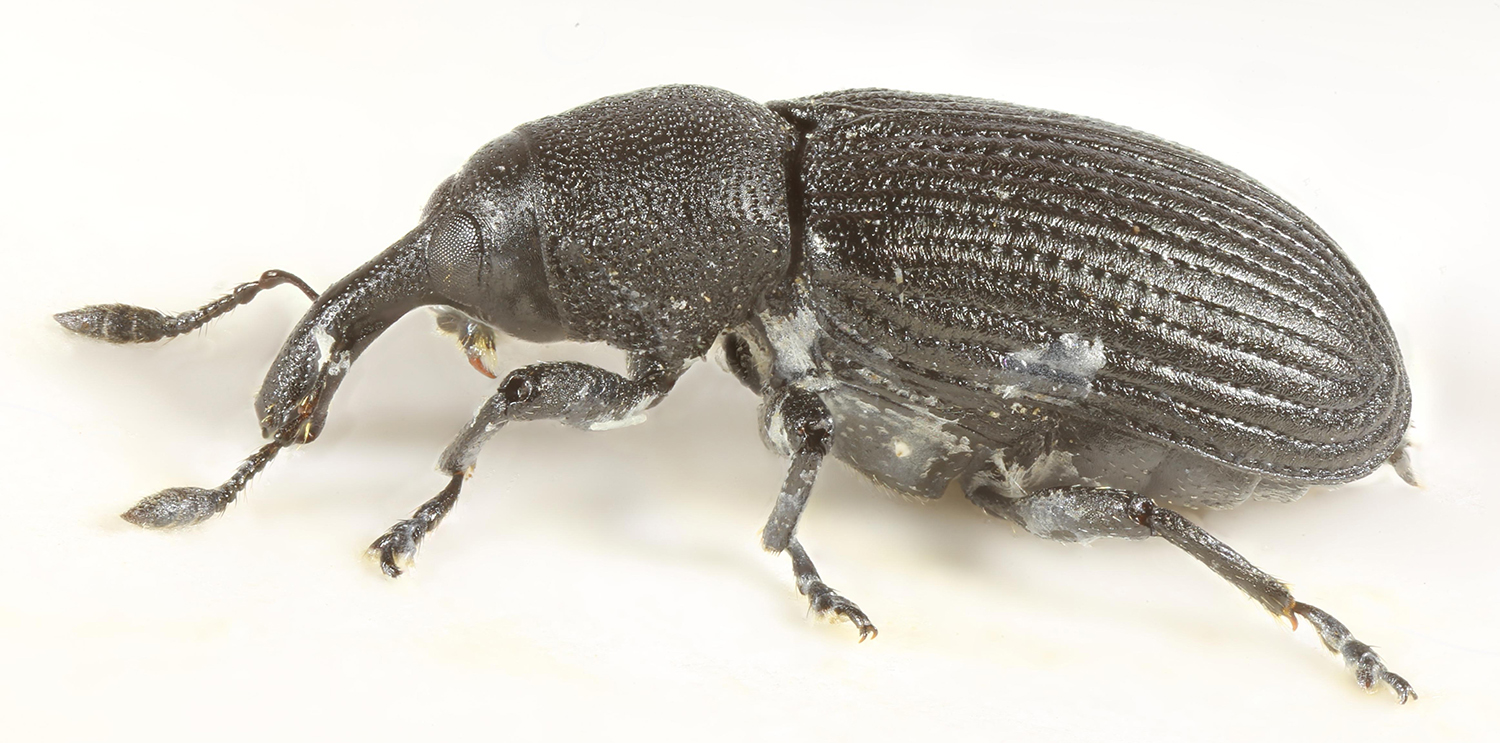

Der Ulmen-Zweigrüssler (Magdalis armigera) ist ein Käfer aus der Familie der Rüsselkäfer (Curculionidae).

## Merkmale
Die Käfer sind 2,5–4,5 mm lang. Die Käfer besitzen eine schwarze matte Grundfarbe. Über die Flügeldecken verlaufen feine Punktreihen.  Diese sind wesentlich schmäler als die Zwischenräume. Die Seiten des Halsschilds sind fast parallel. An den Halsschildseiten weisen die Käfer vorne jeweils einen kleinen kräftigen, seitlich vorspringenden Zahn auf. Dieser ist größer und stärker nach vorne gerichtet als bei verwandten Käfern. Der Rüssel (Rostrum) ist gebogen. Bei den Männchen ist dieser wesentlich kürzer als der Halsschild, bei den Weibchen nur wenig kürzer. Der Innenrand der vorderen Schienen (Tibien) ist doppelbuchtig.

## Verbreitung
Die Käferart ist in der westlichen Paläarktis verbreitet. In Europa ist sie weit verbreitet, fehlt jedoch auf der irischen Insel. Nach Osten reicht das Vorkommen bis in den Kaukasus und nach Sibirien. Die Käferart ist an Gebiete mit Ulmenbeständen gebunden. In Mitteleuropa kommen die Käfer gebietsweise häufig vor.

## Lebensweise
Als Wirtspflanze der Käferart dienen Ulmen (Ulmus). Die Eiablage findet an den Zweigen der Bäume statt. Die geschlüpften Larven entwickeln sich anfangs unter der Rinde, später bohren sie sich tief ins Holz, wo sie sich dann verpuppen.
Die adulten Käfer beobachtet man von Mitte April bis Ende Juni. Da ihre Wirtspflanzen, die Ulmen, im Bestand rückläufig sind, könnte sich dies auf die weitere Populationsentwicklung der Käferart auswirken.